# Macrolobium costaricense
Macrolobium costaricense är en ärtväxtart som beskrevs av William Carl Burger. Macrolobium costaricense ingår i släktet Macrolobium och familjen ärtväxter. Inga underarter finns listade i Catalogue of Life.